# Харли Эрл
Харли Эрл (англ. Harley Earl, полное имя: англ. Harley Jefferson Earl, 22 ноября 1893, Лос-Анджелес — 10 апреля 1969, Уэст-Палм-Бич) — мастер автомобильного дизайна, основатель и руководитель отдела стайлинга General Motors с 1927 по 1959 годы Эрл стоял у истоков зарождения тенденции использования в автомобильном дизайне стилевых находок и форм из области авиации, разработал и развивал технологию изготовления макетов из глины при проектировании кузовов автомобилей.  Эрл стремился спроектировать автомобиль таким образом, чтобы 

каждый раз, садясь в него, вы бы расслаблялись, получая хотя бы на время маленькие каникулы…

## Начало карьеры
Родился 22 ноября 1893 года в Лос-Анджелесе в семье Джейкоба Уильяма Эрла, владельца небольшой компании Earl Carriage Works по производству и ремонту гужевых повозок и экипажей. С начала XX века компания  начала также выпускать кузова для автомобилей, а к 1910–м годам полностью перешла на автомобильные заказы и с 1910 года называлась Earl Automobile Works. Компания также занималась изготовлением «римских» колесниц, дилижансов и тому подобного для кинокомпаний Голливуда, производством фюзеляжей для самолётов Glen L. Martin Company — компании-прародителя Lockheed Martin Corporation. Он получил базовое образование в государственных школах Калифорнии и после занятий работал в компании отца. В 1911 году окончил Голливудскую высшую школу и продолжил обучение инженерному делу в Стэнфордском университете. Харли Эрл выделялся среди студентов хорошими спортивными данными и преуспел в прыжках с шестом, прыжках в длину и толкании ядра. Эрл также участвовал в автомобильных гонках на подаренном ему отцом автомобиле Mercer и выиграл гонку на 100 миль в Лос-Анджелесе.
В 1918 году Эрл прекратил обучение в Стэнфордском университете и полностью перешёл на работу в фирму отца, отвечая за вопросы дизайна и связи с клиентами.
В 1919 году на автошоу в Лос-Анджелесе были представлены Marmon Phaeton и Chandler Town Car, кузова для которых были спроектированы Харли Эрлом. В Los Angeles Times отмечали:

Возможно, самыми поразительными местными моделями на выставке являются построенные Earl Auto Works, чьи сенсационные Chandler и Marmon привлекают огромные толпы. Эти автомобили разработаны Харли Эрлом, местным производителем, который всего три года назад прославился прыжками в университете Южной Калифорнии, и теперь прославился, практически в одночасье, как зачинатель автомобильной моды…

Chandler Town Car, синего цвета, это самая высококлассная в своем роде вещь, когда-либо показанная на  Калифорнийском побережье или в любом другом месте. Её безусловное отличие — это низкопосаженный кузов. Так низко, что человек среднего роста может стоять у машины и смотреть прямо на крышу автомобиля. При этом внутри достаточно места, чтобы не чувствовать себя стеснённым.
Успех Эрла привлёк нему внимание Дона Ли, владельца Don Lee Coach & Body Works, который приобрёл семейный бизнес Эрла. Ли не только оставил Джейкоба Уильяма Эрла в прежней должности управляющего, но и назначил Харли Эрла главным конструктором. 13 июля 1919 года в San Francisco Chronicle отмечалось, что компания Эрлов входила в шестёрку крупнейших независимых производителей кузовов в США, а 

Дон Ли намерен получать лучшее откуда угодно. Исходя из этого, он посылает одного из своих дизайнеров в Нью-Йорк два раза в год, и как только европейские производители вновь запустят производство, дизайнеры Ли будут совершать ежегодные поездки за границу… Харли Эрл осуществит на этой неделе поездку на автомобильные заводы на Восточном побережье, чтобы определить тенденцию в стилистике закрытых автомобилей для грядущего осенне-зимнего сезона. Сразу по возвращении будет начато создание нескольких новейших типов закрытых кузовов.
Под руководством Эрла в Don Lee Coach & Body Works ежегодно создавалось около 300 автомобильных кузовов. Эрл лично создавал дизайн автомобильных кузовов и делал небольшие глиняные модели для представления заказчикам. Использование глины в моделировании автомобилей — это особый вклад Харли Эрла в автомобильный дизайн. Ранее для создания моделей использовался гипс и дерево, отличавшиеся меньшей пластичностью и возможностью для творчества дизайнера. Манера общения и представления дизайна автомобилей привлекала к Эрлу повышенное внимание. Среди его клиентов, впоследствии ставших друзьями, были кинозвёзды Роско Арбакл, Том Микс, Джек Пикфорд, Мэри Пикфорд, Дуглас Фэрбенкс, Мэйбл Норманд, Мэри Майлз Минтер, Виола Дана, Мэй Буш, Полин Фредерик, Рудольф Валентино, Кларк Гейбл и Гэри Купер, режиссёры Сесил Блаунт Демилль, Генри Лерман и даже миллионеры-нефтяники, такие как Эвард Дохени младший.
Успехи Эрла привлекли к нему внимание Фреда Фишера, одного из основателей компании Fisher Body, производившей закрытые кузова для легковых автомобилей General Motors и впоследствии ставшей её составной частью. Фред Фишер настойчиво рекомендовал Эрла главному управляющему Cadillac Лоуренсу Фишеру. Во время визита в Калифорнию младший президент General Motors Альфред Слоан и Лоуренс Фишер встретились с Эрлом и предложили ему оказывать услуги Cadillac в качестве инженера-консультанта. Это привело к  тому, что в декабре 1925 Эрл с женой Сью временно переезжают в Детройт, где он создаёт четыре глиняные модели — купе, родстер, седан и туринг, окрашенные чёрным глянцевым лаком и объединённые общим именем — LaSalle.
Девять месяцев спустя Ларри Фишер снова позвонил и спросил Эрла, заинтересован ли он в переезде в Детройт на постоянное жительство, чтобы взять на себя руководство новым отделом General Motors — «Секции эстетики и цвета». Эрл дал положительный ответ и, несмотря на недовольство Ли, перешёл на работу в Дженерал Моторс.

## Интересные факты о Харли Эрле

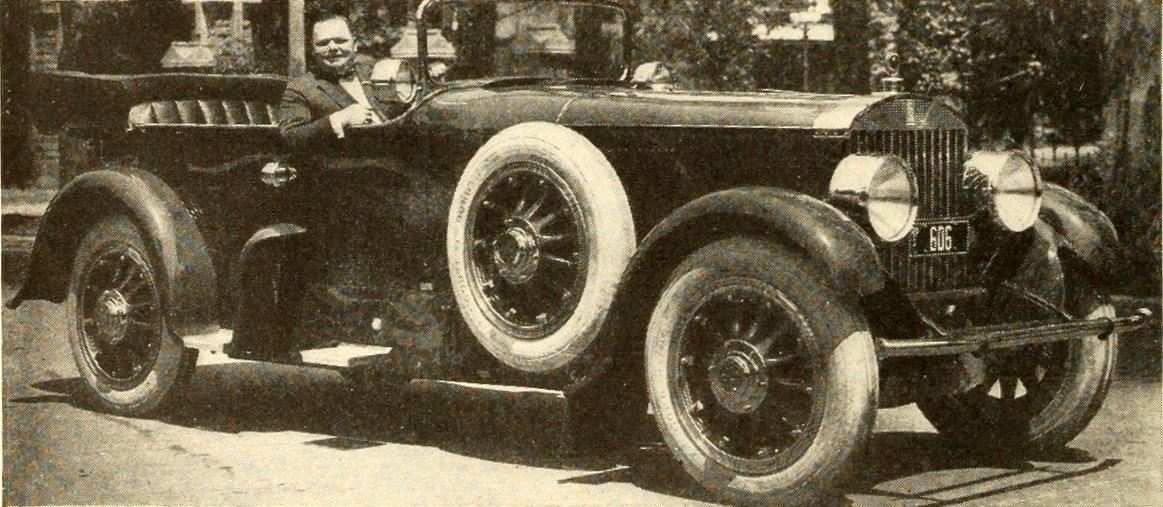
Arbucle & Pierce-Arrow, 1921

Для Роско Арбакла на базе 1919 Pierce-Arrow «66» touring, стоимостью 6000 долларов США, Эрлом был построен автомобиль, дизайнерские находки которого можно проследить в Cadillac V-16 1930 года с монограммами Арбакла и секретными ящиками для алкоголя — что было актуально в период Сухого закона. Конечная стоимость работ составила 28 000 $.